# Rešetari
Rešetari är en ort i Kroatien.   Den ligger i länet Brod-Posavina, i den östra delen av landet, 130 km sydost om huvudstaden Zagreb. Rešetari ligger 144 meter över havet och antalet invånare är 2 685.
Terrängen runt Rešetari är platt åt sydväst, men åt nordost är den kuperad. Runt Rešetari är det glesbefolkat, med 10 invånare per kvadratkilometer. Närmaste större samhälle är Nova Gradiška, 6,3 km väster om Rešetari. I omgivningarna runt Rešetari växer i huvudsak lövfällande lövskog.